# Шеметов Микола Станіславович
Микола Станіславович Шеметов (рос. Николай Станиславович Шеметов; 16 березня 1919, Іркутськ — 19 липня 1998, Севастополь) — російський радянський театральний художник, член Спілки художників СРСР з 1961 року.  

## Біографія
Народився  16 березня 1919 року в місті Іркутську (тепер Росія). В 1940 року закінчив  Іркутське художнє училище. У 1940—1945 роках служив в Червоній армії; брав участь у Другій світовій війні — воював у танкових військах. 
В 1945—1960 роках працював в Іркутському драматичному театрі маляром-декоратором, завідувачем декоративним цехом, художником-постановником; оформив понад 50 вистав.
З 1960 року — художник (з 1962 року — головний художник) Севастопольського російського драматичного театру, де оформив понад 70 вистав. Серед них:
- «Піднята цілина» за М. Шолоховим (1964);
- «Ревізор» М. Гоголя (1965);
- «Червона нитка» В. Собка (1968);
- «Є така партія!» І. Рачади (1974);
- «Останній строк» В. Распутіна (1979) та інші.

Брав участь у севастопольських, кримських та українських виставках. 
Помер в Севастополі 19 липня 1998 року.
Роботи художника знаходяться в музеях України, приватних зібраннях. У збірці Севастопольського художнього музею імені М. П. Крошицького знаходиться 65 графічних робіт.

## Відзнаки
- Заслужений діяч мистецтв УРСР з 1974 року;
- Нагороджений орденами Вітчизняної війни 2 ступеня (6 квітня 1985)[3], «Знак Пошани», медаллю «За відвагу»[2].